# Ishida Naomi
Ishida Naomi (Nhật: 石田奈央美 kh. 1970 – 18 tháng 7 năm 2019) là một nhà thiết kế màu cho hoạt hình Nhật Bản làm việc tại Kyoto Animation.

## Thuở nhỏ
Naomi được sinh ra trong một gia đình cha mẹ tham gia vào ngành thủ công Nhật Bản truyền thống; Cha của bà làm thợ nhuộm vải cho kimono, còn mẹ là thợ dệt obi Nishijin-ori. Naomi có hứng thú với nghệ thuật từ khi còn nhỏ, và sau khi tốt nghiệp trung học, cô theo học một trường dạy nghề ở Osaka để học vẽ hoạt ảnh.

## Nghề nghiệp
Naomi gia nhập Kyoto Animation vào năm 1993 (năm cô 22 tuổi), ngay sau khi tốt nghiệp đại học. Công việc ban đầu của cô gồm kiểm tra màu sắc và vẽ tranh cel cho loạt phim mà Kyoto Animation là nhà thầu phụ, gồm có Inuyasha.
Trong khi Ishida thường xuyên làm việc tại Studio 2 của Kyoto Animation, bà có mặt tại Studio 1 đúng hôm vụ phóng hoả Kyoto Animation nhắm vào tòa nhà và bà đã thiệt mạng cùng với 33 người khác. Ishida là nạn nhân đầu tiên được cha mẹ xác nhận với giới truyền thông là đã qua đời. Bà đã làm việc tại Kyoto Animation trong 26 năm.

## Công việc
- Amagi Công viên rực rỡ: Thiết kế màu sắc
- Kem đá: Thiết kế màu sắc
- Liz and the Blue Bird: Thiết kế màu sắc
- Dáng hình thanh âm: Thiết kế màu sắc
- Suzumiya Haruhi: Thiết kế màu sắc (Cả hai seri, spin-off, và Suzumiya Haruhi no Shōshitsu)